# Hüffelsheim
Hüffelsheim ist eine Ortsgemeinde im Landkreis Bad Kreuznach in Rheinland-Pfalz. Sie gehört der Verbandsgemeinde Rüdesheim an.

## Geographische Lage
Hüffelsheim liegt auf einem Plateau oberhalb der Nahe am Naturpark Soonwald-Nahe. Im Nordosten befinden sich Rüdesheim und Bad Kreuznach.
Zu Hüffelsheim gehören auch die Wohnplätze Antoniushof, Marienhof und Wiesenhof.

## Geschichte
Die früheste Erwähnung des Ortes findet sich aus dem Jahre 767 als Uffiliubesheim in den Besitzurkunden des fränkischen Reichsklosters Lorsch an der Bergstraße (CL II 2003). In weiteren Urkunden dieses Klosters wird bei dessen zahlreichen weit verstreut gelegenen Besitzungen weiterhin Hüffelsheim erwähnt, z. B. in den Jahren 769 bis 790. Am 3. Dezember 785 schenkte ein Odilher aus der Familie der Otokare diesem Kloster seinen gesamten Besitz in Usfiliubesheim. Die letzte Schenkung an das Kloster Lorsch erfolgte 790 (CL II 2004). Im Jahre 801 erhielt auch das Kloster Fulda hier Besitz (FUB 278).
Hüffelsheim gehörte bis 1794 (wie auch Burg Montfort, Hundsbach und Lauschied) den Herren Boos von Waldeck.
Bevölkerungsentwicklung
Die Entwicklung der Einwohnerzahl von Hüffelsheim, die Werte von 1871 bis 1987 beruhen auf Volkszählungen:
| Jahr | Einwohner |
| ---- | --------- |
| 1815 | 560       |
| 1835 | 726       |
| 1871 | 674       |
| 1905 | 701       |
| 1939 | 711       |
| 1950 | 748       |
| 1961 | 789       |

| Jahr | Einwohner |
| ---- | --------- |
| 1970 | 966       |
| 1987 | 1.070     |
| 1997 | 1.188     |
| 2005 | 1.318     |
| 2011 | 1.298     |
| 2017 | 1.328     |
| 2023 | 1.294     |

## Politik

### Bürgermeister
Elmar Silbernagel (SPD) wurde am 19. Oktober 2021 Ortsbürgermeister von Hüffelsheim. Bei der Direktwahl am 26. September 2021 war er mit einem Stimmenanteil von 66,5 % gewählt worden. Er wurde im Juni 2024 wiedergewählt.
Silbernagels Vorgänger als Ortsbürgermeister war Jochen Fiscus (SPD). Zuletzt bei der Kommunalwahl am 26. Mai 2019 war er mit einem Stimmenanteil von 83,73 % in seinem Amt bestätigt worden. Nach 17 Jahren im Amt legte er jedoch 2021 aus beruflichen Gründen das Amt nieder.

### Gemeindepartnerschaft
- Gemeinde Chrabrowo, Oblast Kaliningrad, Russland (ehem. Kirchspiel Powunden, Landkreis Königsberg, Ostpreußen) (1985)

## Kultur und Sehenswürdigkeiten
Siehe auch: Liste der Kulturdenkmäler in Hüffelsheim

## Verkehr
Im Norden verläuft die Bundesstraße 41. In Norheim ist ein Bahnhof der Bahnstrecke Bingen–Saarbrücken.

## Die Powundener Glocke
Im Zweiten Weltkrieg wurde die große Kirchenglocke der Hüffelsheimer Kirche beschlagnahmt und in der Hamburger Sammelstelle durch Bombentreffer zerstört. Deshalb bat die evangelische Kirchengemeinde das Glockenamt der Evangelischen Kirche im Rheinland um einen Ersatz. Als Leihgabe wurde ihr 1952 eine der beiden Glocken aus der Kirche von Powunden bei Königsberg (Preußen) überlassen. Nach wie vor ruft die Glocke zum Gottesdienst.

## Persönlichkeiten
- Helmut Mühlender (1918–2008), Angestellter und Politiker (SPD)
- Johannes Polke (1931–2013), Heimatforscher, Journalist, Theologe, Pfarrer in Hüffelsheim von 1963 bis 1996
- Erich Sirrenberg (1938–2025), Professor
- Norbert Becker (* 1949), Hochschullehrer und Präsident der World Mosquito Control Association
- Matthias Jung (* 1978), Komiker und Autor